# دانشگاه سالامانکا
دانشگاه سالامانکا (اسپانیایی: Universidad de Salamanca) قدیمی‌ترین دانشگاه فعال اسپانیا است که در شهر سالامانکا، در استانی به همین نام و در بخش خودمختار کاستیا و لئون قرار گرفته است.

## تاریخچه
این دانشگاه در سال ۱۲۱۸ میلادی توسط شاه آلفونسو نهم از لئون تأسیس گردید. دانشگاه سالامانکا اولین مرکز تحصیلات عالیه در اروپا است که به حکم شاه آلفونسو دهم در سال ۱۲۵۴ رسماً عنوان «دانشگاه» به آن عطا شد و قوانین سازمانی و نیز نحوهٔ تخصیص منابع مالی برای آن ایجاد گردید. پاپ الکساندر چهارم نیز در سال ۱۲۵۵ به واسطهٔ نامه‌هایی رسمی این مرکز دانشگاهی و نیز مدارک تحصیلی عطا شده توسط این مرکز را به رسمیت شناخت و به این دانشگاه امتیاز داشتن یک نشان رسمی مخصوص به خود عطا گردید.
این دانشگاه همچنین در میان قدیمی‌ترین دانشگاه‌های اروپا که از بدو تأسیس بدون وقفه مشغول به فعالیت هستند، رتبۀ سوم را دارا است.

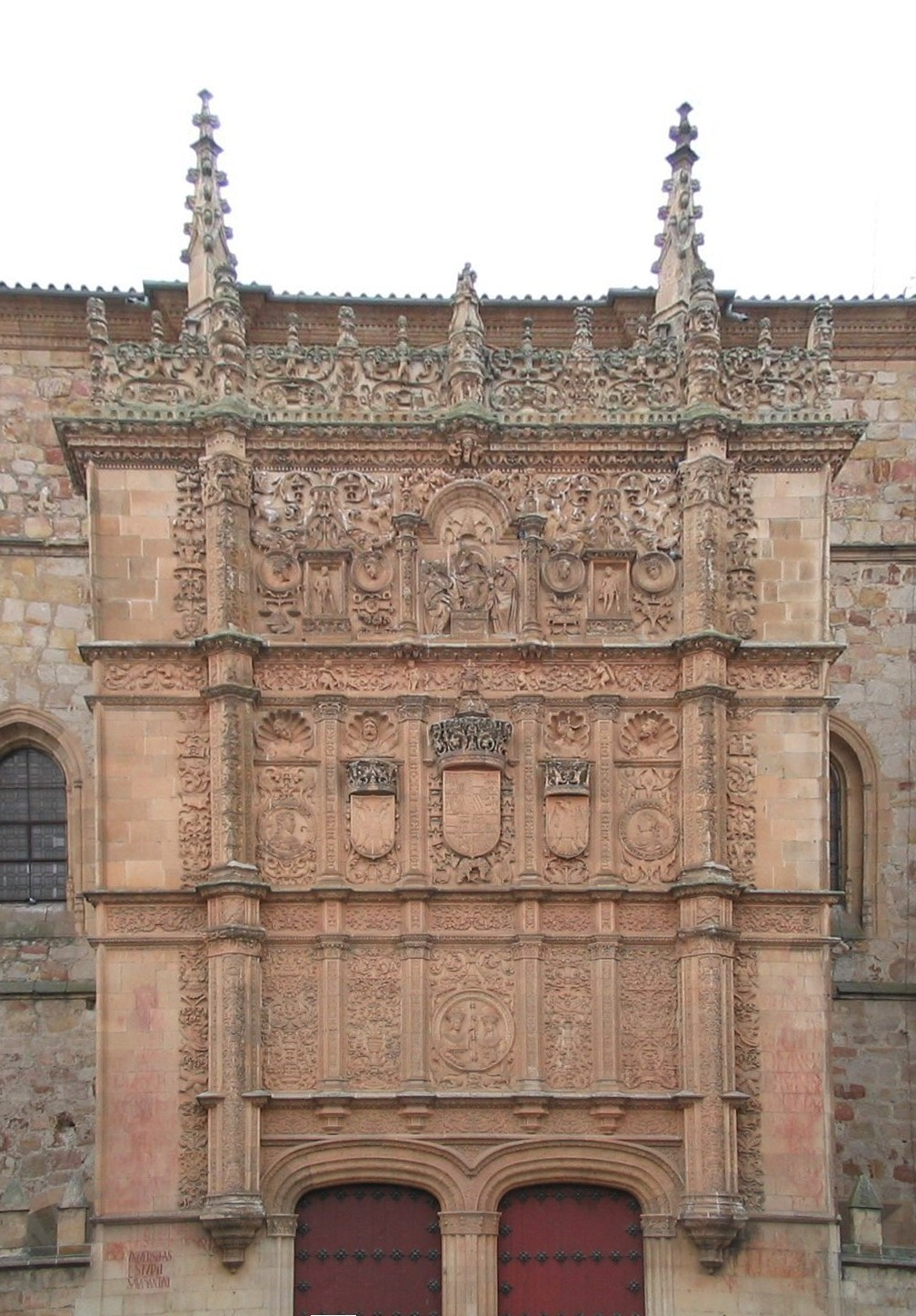
سردر ساختمان اصلی دانشگاه سالامانکا

## دانشکده‌ها و واحدهای آموزشی دانشگاه
دانشگاه سالامانکا در حال حاضر دارای شانزده دانشکده است:
- دانشکده هنرهای زیبا
- دانشکده زیست‌شناسی
- دانشکده علوم
- دانشکده علوم کشاورزی و محیط زیست
- دانشکده علم شیمی
- دانشکده علوم اجتماعی
- دانشکده حقوق
- دانشکده اقتصاد و کسب‌وکار
- دانشکده آموزش
- دانشکده داروسازی
- دانشکده زبان‌شناسی
- دانشکده فلسفه
- دانشکده جغرافی و تاریخ
- دانشکده پزشکی
- دانشکده روان‌شناسی
- دانشکده ترجمه و مستندات